# Campeonato Ecuatoriano de Fútbol Serie B 1982
El Campeonato Ecuatoriano de Fútbol Serie B 1982, conocido oficialmente como «Campeonato Nacional de Fútbol Serie B 1982», fue la 19.ª y 20.ª edición del Campeonato nacional de fútbol profesional de la Serie B en Ecuador si se cuentan como torneos cortos y 11.ª en años. El torneo fue organizado por la Federación Ecuatoriana de Fútbol. para el torneo de este año se jugó con 8 equipos en la primera etapa, pero tras el descenso automático de Liga de Cuenca tras los escándalos de sobornos ocurridos a finales del mismo provocó que los últimos encuentros del cuadro cuencano no se jugasen y que se le diera victoria a sus rivales con marcador de 2-0, así mismo tras el descenso del cuadro cuencano a la Segunda Categoría y que no hubiera descenso en el Campeonato Ecuatoriano de Fútbol 1982, provocaría que solamente se jugasen con solamente 5 equipos en la segunda etapa de los cuales solamente ascendería el campeón, mientras que el subcampeón tendría que jugar un juego de promoción por el ascenso a la Serie A 1983 contra el campeón de la Segunda Categoría, debido a que este sería el último torneo de la Serie B y que se lo volvería a reanudar en 1989, los equipos que no lograran ubicarse en los dos primeros puestos tendrían que jugar en la Segunda Categoría para poder participar en la Serie A.
El Deportivo Quevedo obtuvo su primer título de la Serie B en la Primera etapa, mientras que el cuadro del Manta Sport obtuvo por segunda y última ocasión el título de la Serie B en la Segunda etapa.

## Sistema de juego
El Campeonato Ecuatoriano de la Serie B 1982 se jugó de la siguiente manera.
Primera etapa
Se jugó un total de 14 Fechas en encuentros de ida y vuelta, los dos equipos que se ubiquen en 1° y en 2° lugar serían reconocidos como campeón y subcampeón nacional y lograron el ascenso.
Segunda etapa
Se jugó un total de 10 fechas en encuentros de ida y vuelta, el equipo que logre la mayoría de puntos se coronaría campeón de la Serie B y jugaría el Campeonato Ecuatoriano de Fútbol 1983, mientras que el segundo cupo para el ascenso se lo disputaría en un encuentro de los juegos de promoción por el ascenso a la Serie A 1983 y que participaría el subcampeón de la Segunda etapa ante el campeón de la Segunda Categoría en encuentros de ida y vuelta, mientras que el descenso sería para los equipos que no lograran los dos primeros puestos de la clasificación y jugar en la Segunda Categoría para el siguiente año.

## Primera etapa

### Relevo semestral de clubes
| Pos. | de la Segunda etapa de la Serie A |
| ---- | --------------------------------- |
| 9º   | Deportivo Cuenca                  |
| 10º  | América de Quito                  |

| Pos. | de la Segunda etapa de la Serie B |
| ---- | --------------------------------- |
| 1º   | Técnico Universitario             |
| 2º   | Liga de Portoviejo                |

| Pos.  | de la Serie B       |
| ----- | ------------------- |
| Prom. | Bonita Banana       |
| Prom. | Deportivo del Valle |

### Datos de los clubes
| Equipo            | Ciudad                                                | Provincia  |
| ----------------- | ----------------------------------------------------- | ---------- |
| América de Quito  | Quito                                                 | Pichincha  |
| Aucas             | Quito                                                 | Pichincha  |
| Audaz Octubrino   | Machala                                               | El Oro     |
| Deportivo Cuenca  | Cuenca                                                | Azuay      |
| Deportivo Quevedo | Quevedo                                               | Los Ríos   |
| Liga de Cuenca    | Cuenca                                                | Azuay      |
| Macará            | Ambato                                                | Tungurahua |
| Manta Sport       | [[Archivo:\|20x20px\|border\|Bandera de Manta]] Manta | Manabí     |

### Equipos por ubicación geográfica
| Provincia  | N.º | Equipos                             |
| ---------- | --- | ----------------------------------- |
| Pichincha  | 2   | - América de Quito - Aucas          |
| Azuay      | 2   | - Deportivo Cuenca - Liga de Cuenca |
| El Oro     | 1   | - Audaz Octubrino                   |
| Los Ríos   | 1   | - Deportivo Quevedo                 |
| Manabí     | 1   | - Manta Sport                       |
| Tungurahua | 1   | - Macará                            |

| Manta Sport Audaz Octubrino Deportivo Quevedo Aucas América de Quito Deportivo Cuenca Liga de Cuenca Macará |

### Partidos y resultados
| Fecha 1         | Fecha 1   | Fecha 1           |
| Equipo Local    | Resultado | Equipo Visitante  |
| --------------- | --------- | ----------------- |
| Manta Sport     | 0 - 0     | Deportivo Cuenca  |
| Audaz Octubrino | 1 - 0     | América de Quito  |
| Liga de Cuenca  | 0 - 1     | Deportivo Quevedo |
| Aucas           | 1 - 0     | Macará            |

| Fecha 2           | Fecha 2   | Fecha 2          |
| Equipo Local      | Resultado | Equipo Visitante |
| ----------------- | --------- | ---------------- |
| Deportivo Quevedo | 2 - 1     | Aucas            |
| Deportivo Cuenca  | 1 - 0     | Audaz Octubrino  |
| Macará            | 0 - 0     | Liga de Cuenca   |
| América de Quito  | 2 - 0     | Manta Sport      |

| Fecha 3          | Fecha 3   | Fecha 3           |
| Equipo Local     | Resultado | Equipo Visitante  |
| ---------------- | --------- | ----------------- |
| Manta Sport      | 2 - 2     | Deportivo Quevedo |
| Audaz Octubrino  | 3 - 1     | Macará            |
| Deportivo Cuenca | 1 - 1     | Liga de Cuenca    |
| América de Quito | 2 - 1     | Aucas             |

| Fecha 4           | Fecha 4   | Fecha 4          |
| Equipo Local      | Resultado | Equipo Visitante |
| ----------------- | --------- | ---------------- |
| Deportivo Quevedo | 3 - 0     | Audaz Octubrino  |
| Liga de Cuenca    | 2 - 2     | América de Quito |
| Macará            | 4 - 2     | Manta Sport      |
| Aucas             | 3 - 0     | Deportivo Cuenca |

| Fecha 5          | Fecha 5   | Fecha 5           |
| Equipo Local     | Resultado | Equipo Visitante  |
| ---------------- | --------- | ----------------- |
| Manta Sport      | 2 - 1     | Aucas             |
| Audaz Octubrino  | 1 - 1     | Liga de Cuenca    |
| Deportivo Cuenca | 1 - 1     | Macará            |
| América de Quito | 3 - 2     | Deportivo Quevedo |

| Fecha 6           | Fecha 6   | Fecha 6          |
| Equipo Local      | Resultado | Equipo Visitante |
| ----------------- | --------- | ---------------- |
| Deportivo Quevedo | 3 - 1     | Deportivo Cuenca |
| Liga de Cuenca    | 5 - 2     | Manta Sport      |
| América de Quito  | 1 - 0     | Macará           |
| Aucas             | 1 - 1     | Audaz Octubrino  |

| Fecha 7           | Fecha 7   | Fecha 7          |
| Equipo Local      | Resultado | Equipo Visitante |
| ----------------- | --------- | ---------------- |
| Manta Sport       | 4 - 0     | Audaz Octubrino  |
| Deportivo Quevedo | 2 - 1     | Macará           |
| Deportivo Cuenca  | 1 - 1     | América de Quito |
| Aucas             | 1 - 1     | Liga de Cuenca   |

| Fecha 8           | Fecha 8   | Fecha 8          |
| Equipo Local      | Resultado | Equipo Visitante |
| ----------------- | --------- | ---------------- |
| Deportivo Quevedo | 2 - 1     | Liga de Cuenca   |
| Deportivo Cuenca  | 0 - 4     | Manta Sport      |
| Macará            | 2 - 1     | Aucas            |
| América de Quito  | 1 - 0     | Audaz Octubrino  |

| Fecha 9         | Fecha 9   | Fecha 9           |
| Equipo Local    | Resultado | Equipo Visitante  |
| --------------- | --------- | ----------------- |
| Manta Sport     | 3 - 0     | América de Quito  |
| Audaz octubrino | 4 - 1     | Deportivo Cuenca  |
| Liga de Cuenca  | 3 - 0     | Macará            |
| Aucas           | 4 - 0     | Deportivo Quevedo |

| Fecha 10       | Fecha 10  | Fecha 10          |
| Equipo Local   | Resultado | Equipo Visitante  |
| -------------- | --------- | ----------------- |
| Manta Sport    | 0 - 1     | Deportivo Quevedo |
| Liga de Cuenca | 1 - 0     | Deportivo Cuenca  |
| Macará         | 1 - 0     | Audaz Octubrino   |
| Aucas          | 1 - 0     | América de Quito  |

| Fecha 11         | Fecha 11  | Fecha 11          |
| Equipo Local     | Resultado | Equipo Visitante  |
| ---------------- | --------- | ----------------- |
| Manta Sport      | 6 - 1     | Macará            |
| Audaz Octubrino  | 1 - 2     | Deportivo Quevedo |
| Deportivo Cuenca | 1 - 2     | Aucas             |
| América de Quito | 1 - 3     | Liga de Cuenca    |

| Fecha 12              | Fecha 12  | Fecha 12         |
| Equipo Local          | Resultado | Equipo Visitante |
| --------------------- | --------- | ---------------- |
| Deportivo Quevedo (C) | 3 - 0     | América de Quito |
| Macará                | 1 - 0     | Deportivo Cuenca |
| Liga de Cuenca        | 0 - 2     | Audaz Octubrino  |
| Aucas                 | 2 - 0     | Manta Sport      |

| Fecha 13         | Fecha 13  | Fecha 13          |
| Equipo Local     | Resultado | Equipo Visitante  |
| ---------------- | --------- | ----------------- |
| Manta Sport      | 2 - 0     | Liga de Cuenca    |
| Audaz Octubrino  | 2 - 0     | Aucas             |
| Deportivo Cuenca | 2 - 1     | Deportivo Quevedo |
| Macará           | 0 - 1     | América de Quito  |

| Fecha 14         | Fecha 14  | Fecha 14          |
| Equipo Local     | Resultado | Equipo Visitante  |
| ---------------- | --------- | ----------------- |
| Audaz Octubrino  | 3 - 2     | Manta Sport       |
| Macará           | 1 - 0     | Deportivo Quevedo |
| América de Quito | 1 - 3     | Deportivo Cuenca  |
| Liga de Cuenca   | 0 - 2     | Aucas (SC)        |

### Tabla de posiciones
|  |  |    | Equipo            | PJ | PG | PE | PP | GF | GC | DG  | PTS |
|  |  | -- | ----------------- | -- | -- | -- | -- | -- | -- | --- | --- |
|  |  | 1. | Deportivo Quevedo | 14 | 9  | 1  | 4  | 24 | 17 | +19 | 19  |
|  |  | 2. | Aucas             | 14 | 7  | 2  | 5  | 19 | 13 | +6  | 16  |
|  |  | 3. | Manta Sport       | 14 | 6  | 2  | 6  | 29 | 11 | +8  | 14  |
|  |  | 4. | Audaz Octubrino   | 14 | 6  | 2  | 6  | 18 | 18 | 0   | 14  |
|  |  | 5. | América de Quito  | 14 | 6  | 2  | 6  | 15 | 20 | -5  | 14  |
|  |  | 6. | Liga de Cuenca    | 14 | 4  | 4  | 5  | 5  | 18 | +1  | 13  |
|  |  | 7. | Macará            | 14 | 5  | 2  | 7  | 13 | 21 | -8  | 12  |
|  |  | 8. | Deportivo Cuenca  | 14 | 3  | 4  | 7  | 12 | 23 | -11 | 10  |

PJ = Partidos jugados; PG = Partidos ganados; PE = Partidos empatados; PP = Partidos perdidos; GF = Goles a favor; GC = Goles en contra; DG = Diferencia de gol; PTS = Puntos
|  | Campeón, ascendió a la Segunda etapa de la Serie A 1982.    |
|  | Subcampeón, ascendió a la Segunda etapa de la Serie A 1982. |
|  | Descendió a la Segunda Categoría.                           |

### Campeón
| |
| Club Social Cultural y Deportivo Quevedo 1.er título Ascendió a la Segunda etapa de la Serie A 1982 |
| También ascendió Sociedad Deportiva Aucas como subcampeón.                                          |

## Segunda etapa

### Relevo semestral de clubes
| Pos. | de la Primera etapa de la Serie B |
| ---- | --------------------------------- |
| 1º   | Deportivo Quevedo                 |
| 2º   | Aucas                             |

| Pos. | de la Primera etapa de la Serie B |
| ---- | --------------------------------- |
| 6º   | Liga de Cuenca                    |

### Datos de los clubes
Tras el descenso de Liga de Cuenca a la Segunda Categoría y el no descenso de los cuadros que participaban en el Campeonato Ecuatoriano de Fútbol 1982 se tuvo que jugar solamente con 5 equipos.
| Equipo           | Ciudad                                                | Provincia  |
| ---------------- | ----------------------------------------------------- | ---------- |
| América de Quito | Quito                                                 | Pichincha  |
| Audaz Octubrino  | Machala                                               | El Oro     |
| Deportivo Cuenca | Cuenca                                                | Azuay      |
| Macará           | Ambato                                                | Tungurahua |
| Manta Sport      | [[Archivo:\|20x20px\|border\|Bandera de Manta]] Manta | Manabí     |

### Equipos por ubicación geográfica
| Provincia  | N.º | Equipos            |
| ---------- | --- | ------------------ |
| Azuay      | 1   | - Deportivo Cuenca |
| El Oro     | 1   | - Audaz Octubrino  |
| Manabí     | 1   | - Manta Sport      |
| Pichincha  | 1   | - América de Quito |
| Tungurahua | 1   | - Macará           |

| Manta Sport Audaz Octubrino América de Quito Deportivo Cuenca Macará |

### Partidos y resultados
| Fecha 1          | Fecha 1   | Fecha 1          |
| Equipo Local     | Resultado | Equipo Visitante |
| ---------------- | --------- | ---------------- |
| Deportivo Cuenca | 3 - 0     | Audaz Octubrino  |
| América de Quito | 1 - 1     | Macará           |

| Fecha 2         | Fecha 2   | Fecha 2          |
| Equipo Local    | Resultado | Equipo Visitante |
| --------------- | --------- | ---------------- |
| Audaz Octubrino | 0 - 1     | Manta Sport      |
| Macará          | 0 - 1     | Deportivo Cuenca |

| Fecha 3          | Fecha 3   | Fecha 3          |
| Equipo Local     | Resultado | Equipo Visitante |
| ---------------- | --------- | ---------------- |
| Manta Sport      | 3 - 1     | Macará           |
| Deportivo Cuenca | 0 - 1     | América de Quito |

| Fecha 4          | Fecha 4   | Fecha 4          |
| Equipo Local     | Resultado | Equipo Visitante |
| ---------------- | --------- | ---------------- |
| Macará           | 3 - 1     | Audaz Octubrino  |
| América de Quito | 3 - 1     | Manta Sport      |

| Fecha 5          | Fecha 5   | Fecha 5          |
| Equipo Local     | Resultado | Equipo Visitante |
| ---------------- | --------- | ---------------- |
| Manta Sport      | 4 - 0     | Deportivo Cuenca |
| América de Quito | 1 - 0     | Audaz Octubrino  |

| Fecha 6         | Fecha 6   | Fecha 6          |
| Equipo Local    | Resultado | Equipo Visitante |
| --------------- | --------- | ---------------- |
| Audaz Octubrino | 1 - 0     | Deportivo Cuenca |
| Macará          | 4 - 1     | América de Quito |

| Fecha 7          | Fecha 7   | Fecha 7          |
| Equipo Local     | Resultado | Equipo Visitante |
| ---------------- | --------- | ---------------- |
| Manta Sport      | 2 - 0     | Audaz Octubrino  |
| Deportivo Cuenca | 3 - 0     | Macará           |

| Fecha 8          | Fecha 8   | Fecha 8          |
| Equipo Local     | Resultado | Equipo Visitante |
| ---------------- | --------- | ---------------- |
| Macará           | 4 - 2     | Manta Sport      |
| América de Quito | 2 - 0     | Deportivo Cuenca |

| Fecha 9         | Fecha 9   | Fecha 9               |
| Equipo Local    | Resultado | Equipo Visitante      |
| --------------- | --------- | --------------------- |
| Manta Sport (C) | 3 - 2     | América de Quito (SC) |
| Audaz Octubrino | 4 - 2     | Macará                |

| Fecha 10         | Fecha 10  | Fecha 10         |
| Equipo Local     | Resultado | Equipo Visitante |
| ---------------- | --------- | ---------------- |
| Audaz Octubrino  | 0 - 2     | América de Quito |
| Deportivo Cuenca | 1 - 1     | Manta Sport      |

### Tabla de posiciones
|  |  |    | Equipo           | PJ | PG | PE | PP | GF | GC | DG | PTS |
|  |  | -- | ---------------- | -- | -- | -- | -- | -- | -- | -- | --- |
|  |  | 1. | Manta Sport      | 8  | 5  | 1  | 2  | 16 | 11 | +5 | 11  |
|  |  | 2. | América de Quito | 8  | 5  | 1  | 2  | 13 | 9  | +4 | 11  |
|  |  | 3. | Macará           | 8  | 3  | 1  | 4  | 15 | 16 | -1 | 7   |
|  |  | 4. | Deportivo Cuenca | 8  | 3  | 1  | 4  | 8  | 9  | -1 | 7   |
|  |  | 5. | Audaz Octubrino  | 8  | 2  | 0  | 6  | 6  | 14 | -8 | 4   |

PJ = Partidos jugados; PG = Partidos ganados; PE = Partidos empatados; PP = Partidos perdidos; GF = Goles a favor; GC = Goles en contra; DG = Diferencia de gol; PTS = Puntos
|  | Campeón, ascendió a la Serie A 1983.                                       |
|  | Subcampeón, jugó los Juegos de Promoción por el ascenso a la Serie A 1983. |
|  | Descendieron a la Segunda Categoría.                                       |

### Campeón
|                                                          |
| Manta Sport Club 2.° título Ascendió a la Serie A 1983   |
| También ascendió Club Deportivo América como subcampeón. |

## Tabla acumulada
|  |  |    | Equipo            | PJ | PG | PE | PP | GF | GC | DG  | PTS |
|  |  | -- | ----------------- | -- | -- | -- | -- | -- | -- | --- | --- |
|  |  | 1. | Manta Sport       | 22 | 11 | 3  | 8  | 45 | 22 | +23 | 25  |
|  |  | 2. | América de Quito  | 22 | 11 | 3  | 8  | 28 | 29 | -1  | 25  |
|  |  | 3. | Deportivo Quevedo | 14 | 9  | 1  | 4  | 24 | 17 | +19 | 19  |
|  |  | 4. | Macará            | 22 | 8  | 3  | 11 | 28 | 37 | -9  | 19  |
|  |  | 5. | Audaz Octubrino   | 22 | 8  | 2  | 12 | 24 | 32 | -8  | 18  |
|  |  | 6. | Deportivo Cuenca  | 22 | 6  | 5  | 11 | 20 | 32 | -12 | 17  |
|  |  | 7. | Aucas             | 14 | 7  | 2  | 5  | 19 | 13 | +6  | 16  |
|  |  | 8. | Liga de Cuenca    | 14 | 4  | 4  | 5  | 5  | 18 | +1  | 13  |

PJ = Partidos jugados; PG = Partidos ganados; PE = Partidos empatados; PP = Partidos perdidos; GF = Goles a favor; GC = Goles en contra; DG = Diferencia de gol; PTS = Puntos
|  | Ascendieron a la Serie A como Campeones.                                      |
|  | Ascendió a la Serie A como Subcampeón.                                        |
|  | Subcampeón, disputó los Juegos de Promoción por el ascenso a la Serie A 1983. |
|  | Descendieron a la Segunda Categoría.                                          |

## Juegos de Promoción por el ascenso a la Serie A
La disputaron entre América de Quito Subcampeón de la Segunda etapa y Milagro S. C. Campeón de la Segunda Categoría 1982, ganando el equipo cebollita.
| Ciudad | Equipo local     | Resultado | Equipo visitante |
| --- | ---------------- | --------- | ---------------- |
| Quito | América de Quito | 7 - 0     | Milagro S. C.    |
| Milagro | Milagro S. C.    | 0 - 0     | América de Quito |
| América de Quito ascendió a la Serie A de 1983 al ganar los Juegos de Promoción con el marcador global de 7-0. |                  |           |                  |

## Goleador
| Jugador             | Equipo      | Goles |
| ------------------- | ----------- | ----- |
| Miguel Adolfo López | Manta Sport | 10    |